# Puchar Polski w piłce nożnej (1983/1984)
Puchar Polski w piłce nożnej mężczyzn w sezonie 1983/1984
I Runda – 30–31 lipca 1983
Korona II Kielce – Roztocze Szczebrzeszyn 1-2
Górnik Miedzianka – Sandecja Nowy Sącz 1-6
Piast Iłowa – Małapanew Ozimek 3-2
LKS Stara Wieś – KS Chełmek 0-3
Sparta Lubliniec – Górnik Jaworzno 4-0
Motor Praszka – Lechia Piechowice 1-2
Błękitni Stargard – Polonia Leszno 1-0
Błękitni II Stargard Szcz. - Wełna Rogoźno 2-0
Victoria Jarocin – Stoczniowiec Barlinek 0-2
Grunwald Poznań – Warta Poznań 1-3
Pafawag Wrocław – Bielawianka Bielawa 1-0
LZS Grudynia Wielka  – Kolejarz Zielona Góra  2-0
Garbarnia II Kraków – Prokocim Kraków 1-0
Stal Gorzyce – Karpaty Krosno 2-1
MZKS Okocim - Polna Przemyśl 0-4
Stal II Mielec – Wisłoka Dębica 1-1, k. 6-7
Unia II Skierniewice – Boruta Zgierz 0-1
Orzeł Łódź – Pogoń Zduńska Wola 1-2
Stal Radomsko – Górnik Konin 0-1
LZS Rysianka Jeleśnia – Górnik Wojkowice 0-3
MZKS Ostrołęka – Polonez Warszawa 0-3
Mazur Ełk – Mławianka Mława  2-1
Grom Czerwony Bór – Jagiellonia Białystok 0-2
Prochowiczanka Prochowice – Pogoń Oleśnica 3-3, k.6-5
Brda Przechlewo – Zatoka Braniewo 4-2
TKKF Okrętowiec Gdynia – Bałtyk II Gdynia 1-5
FAM Chełmno – Zawisza Bydgoszcz 1-3
Górnik Łęczna – AZS AWF Biała Podlaska 3-1
Broń II Radom – Chełmianka Chełm 1-2
Pogoń Siedlce – AZS AWF Warszawa 2-1
Włocłavia Włocławek – Wisła Płock 0-4
Gwardia Koszalin – Gwardia Szczytno 2-0
II Runda – 13–14 sierpnia 1983
Błękitni Stargard – Olimpia Poznań 0-1
Błękitni II Stargard Szcz. – Arkonia Szczecin 1-2
Stoczniowiec Barlinek – Stal Stocznia Szczecin 1-3
Warta Poznań – Gryf Słupsk 0-0, k 1-4
Górnik Wojkowice –  ROW Rybnik 0-0, k. 2-4
Sparta Lubliniec – GKS Tychy 0-5
KS Chełmek – Odra Opole 0-3
Mazur Ełk – Olimpia Elbląg 1-2 po dogr.
Jagiellonia Białystok – KS Lublinianka 2-1, po dogr. 
Pafawag Wrocław – Zagłębie Lubin 0-0, k. 3-4
Piast Iłowa – Piast Gliwice 1-2
Brda Przechlewo – Arka Gdynia 0-2
Bałtyk II Gdynia – Włókniarz Pabianice 1-1, k. 5-6
Zawisza Bydgoszcz – Radomiak Radom 2-3
Garbarnia II Kraków – Odra Wodzisław 0-1
Stal Gorzyce – Stal Stalowa Wola 0-2
Wisłoka Dębica – Avia Świdnik 1-5
Roztocze Szczebrzeszyn – Resovia 0-3
Górnik Łęczna – Broń Radom 3-1
Boruta Zgierz – Polonia Bytom 0-4
Pogoń Zduńska Wola – Hutnik Nowa Huta 0-4
Górnik Konin – Górnik Knurów 2-4
Wisła Płock – Raków Częstochowa 2-0
LZS Grudynia Wielka – Celuloza Kostrzyn 1-2
Prochowiczanka Prochowice – Zagłębie Wałbrzych 2-4, po dogr. 
Sandecja Nowy Sącz – BKS Stal Bielsko-Biała 3-0 (walkower, mecz przerwany z powodu zdekompletowania zespołu gości)
Gwardia Koszalin – Stilon Gorzów Wielkopolski 2-5
Lechia Piechowice – Górnik Wałbrzych 1-0
Polonez Warszawa – Polonia Warszawa 3-0
Chełmianka Chełm – Motor Lublin  1-3
Polna Przemyśl – Błękitni Kielce 0-1
Pogoń Siedlce – Korona Kielce 0-2
III Runda – 24 sierpnia 1983
Stilon Gorzów Wielkopolski – Stal Stocznia Szczecin 0-3
Arkonia Szczecin – Olimpia Poznań 3-1
Gryf Słupsk – Celuloza Kostrzyn 0-0, k. 6-7
GKS Tychy – Zagłębie Lubin 0-0, k. 4-3
ROW Rybnik – Odra Wodzisław 1-1, k. 2-3
Włókniarz Pabianice – Polonia Bytom  2-1
Piast Gliwice – Zagłębie Wałbrzych 2-0
Hutnik Nowa Huta – Górnik Knurów 0-2
Arka Gdynia – Olimpia Elbląg  1-0
Jagiellonia Białystok – Wisła Płock  2-1
Górnik Łęczna – Resovia 1-1, k. 2-4
Korona Kielce – Stal Stalowa Wola 2-1
Avia Świdnik – Motor Lublin 2-3
Lechia Piechowice – Odra Opole 2-0
Polonez Warszawa – Radomiak Radom 1-0
Sandecja Nowy Sącz – Błękitni Kielce 2-3, po dogr.
IV Runda – 21 września 1983
Piast Gliwice – Cracovia  3-1
Jagiellonia Białystok – Stal Mielec 0-2
Celuloza Kostrzyn – Lech Poznań 0-0. k. 3-4
Włókniarz Pabianice – Widzew Łódź 0-3
Korona Kielce – Legia Warszawa 3-4
Stal Stocznia Szczecin – Pogoń Szczecin 0-1
Arkonia Szczecin – Bałtyk Gdynia 0-1
Górnik Knurów – Śląsk Wrocław 2-1
Arka Gdynia – Gwardia Warszawa 1-0
Motor Lublin – Zagłębie Sosnowiec 2-1
Odra Wodzisław – GKS Katowice 0-3
Błękitni Kielce – Szombierki Bytom 1-1, k 5-4
Resovia – Ruch Chorzów 1-3
Polonez Warszawa – Górnik Zabrze 1-2
GKS Tychy – ŁKS Łódź 1-5
Lechia Piechowice – Wisła Kraków 1-2
V Runda – 19–20 listopada 1983
ŁKS Łódź – Widzew Łódź 2-1
Piast Gliwice – Lech Poznań 0-5
Legia Warszawa – Górnik Zabrze 2-3, po dogr.
Wisła Kraków – Motor Lublin 4-2
Arka Gdynia – Pogoń Szczecin 0-1
Ruch Chorzów – Bałtyk Gdynia 1-0
Stal Mielec – Błękitni Kielce 3-0
Górnik Knurów – GKS Katowice 2-1
Ćwierćfinały – 26–27 listopada 1983 i 3–4 marca 1984
Lech Poznań – ŁKS Łódź 1-0, 1-2
Pogoń Szczecin – Stal Mielec 1-3, 2-0
Wisła Kraków – Górnik Knurów 3-2, 1-0
Ruch Chorzów – Górnik Zabrze 1-0, 1-0
Półfinały – 14 marca i 16 maja 1984
Ruch Chorzów – Lech Poznań 0-1, 0-3
Wisła Kraków – Stal Mielec 0-0, 2-0
Finał – 19 czerwca 1984 (Warszawa, Stadion Wojska Polskiego)
Lech Poznań – Wisła Kraków 3-0
Puchar Polski zdobył Lech Poznań.